# Tillington
Tillington är en ort och civil parish i Storbritannien.   Den ligger i grevskapet West Sussex och riksdelen England, i den södra delen av landet, 70 km sydväst om huvudstaden London. Tillington ligger 61 meter över havet och antalet invånare är 501.
Terrängen runt Tillington är platt åt nordost, men åt sydväst är den kuperad. Terrängen runt Tillington sluttar österut. Runt Tillington är det ganska tätbefolkat, med 172 invånare per kvadratkilometer. Närmaste större samhälle är Chichester, 19,7 km sydväst om Tillington. Trakten runt Tillington består till största delen av jordbruksmark.